# Кларксон, Келли
Ке́лли Бри́анн Кла́рксон (англ. Kelly Brianne Clarkson, настоящее имя Ке́лли Бри́анн (англ. Kelly Brianne), род. 24 апреля 1982, Форт-Уэрт, Техас, США) — американская певица и актриса

. Кларксон обрела известность после участия в телешоу American Idol в 2002 году. Она представляла США в конкурсе «World Idol» в 2003-м. Кларксон также была наставницей на шоу The Voice с четырнадцатого по двадцать первый сезон и в двадцать третьем сезоне.
С сентября 2019 года она ведёт собственное ток-шоу шоу Келли Кларксон.
Она получила три премии MTV Video Music Awards, три премии Grammy, четыре премии American Music Awards, две премии Academy of Country Music Awards, восемь премий Daytime Emmy Awards, звезду на Голливудской аллее славы и другие награды. Кларксон продала более 28 миллионов альбомов и 54 миллиона синглов по всему миру. У неё 11 синглов, вошедших в десятку лучших в США, и девять синглов, вошедших в десятку лучших в Великобритании, Канаде и Австралии. Она стала первым артистом в истории, возглавившим каждый из чартов Billboard: pop, adult contemporary, adult pop, кантри и танцевальной музыки. Журнал Billboard назвал Кларксон «одной из величайших певиц поп-музыки» и удостоил её премии Powerhouse Award, а телеканал VH1 поставил её на девятнадцатое место в своем списке 100 величайших женщин в музыке.

## Ранняя жизнь
Келли родилась в городе Форт-Уэрт, штат Техас, и росла в маленьком городке Берлесоне, также в Техасе. Она третий и самый младший ребёнок Джинн Энн Роуз, учительницы и ирландки по происхождению, и Стивена Майкла Кларксона, бывшего канадского инженера, валлийца по происхождению. У Келли есть брат Джейсон и сестра Алиса. Также у неё два сводных младших брата от второго брака её отца. Келли рассказывала в интервью, что в детстве у её семьи были финансовые трудности.
Когда Келли было шесть лет, её родители развелись после семнадцати лет брака. Брат ушёл с отцом, сестра стала жить с тётей, а Келли осталась с матерью. Они постоянно переезжали с места на место по всему Техасу, мать работала на разных работах, чтобы прокормить семью. Будучи шестилетним ребёнком, Келли не понимала, почему семья всё время переезжает. В конечном счёте семья обосновалась в Берлесоне, где мать Келли во второй раз вышла замуж, за Джимми Тэйлора.
В детстве Келли старалась сдерживать свои эмоции, это приводило к тому, что несколько раз в год она начинала неконтролируемо плакать. Её мама посоветовала ей записывать свои чувства, чтобы стало легче. В дальнейшем эти записи превратились в музыку и тексты песен.
Кларксон посещала среднюю школу Полин-Хьюз (Pauline Hughes Middle School). Сначала она хотела стать морским биологом, но, когда она училась в 7 классе, преподаватель услышал, как она поёт в коридоре, и попросил, чтобы она прослушалась для школьного хора. Келли сказала преподавателю, что никогда не обучалась профессиональному вокалу прежде. Окончив среднюю школу, она поступила в старшую школу Берлесона (Burleson High School) и стала играть в мюзиклах, таких как Бригадун.
После окончания старшей школы Кларксон отказалась от полной стипендии в Техасском университете в Остине, Университете Северного Техаса и Музыкальном колледже Беркли. Она объяснила это так: «Я уже написала так много музыки и хотела бы попробовать самостоятельно. И я думаю, что никогда не поздно пойти в колледж». В 2000 году Келли стала работать на нескольких работах, чтобы оплатить демозапись, которую она разослала звукозаписывающим компаниям. Она не получила большого отклика. Ей предложили контракты с Jive Records и Interscope Records, но она отказалась, сказав: «Они бы полностью заклеймили меня, как артистку, создающую жевательную резинку. Я была уверена, что появится предложение получше». Она решила переехать в Голливуд, чтобы искать другие возможности пробиться на сцену. В это время она играла в массовке в телесериалах «Сабрина — маленькая ведьма» и «Дарма и Грег», также сыграла эпизодическую роль в фильме Issues 101, вышедшем в 2001 году. Кларксон также недолго работала с музыкантом Джерри Гоффином. Они записали пять демо-треков, но у них не получилось сработаться. После шести месяцев в Голливуде, Келли вернулась в родной Техас, потому что её квартира сгорела. Там она играла в театре, работала официанткой и в телемагазине, пела в луна-парке Six Flags и рекламировала напиток Red Bull.

## Карьера

### 2002—2003:American IdolиWorld Idol
По совету друзей Кларксон прошла прослушивание для первого сезона American Idol в мае 2002 года. 4 сентября 2002 года она победила в конкурсе, заработав 58% голосов против 42% у Джастина Гуарини, занявшего второе место. В слезах Кларксон исполнила балладу «A Moment Like This», которая была написана авторами шоу для победителя American Idol.
Сразу после победы на American Idol Кларксон подписала контракт на запись с RCA Records, 19 Recordings и S Records с менеджером по талантам и создателем шоу Саймоном Фуллером и музыкальным магнатом Клайвом Дэвисом, который должен был стать исполнительным продюсером её дебютного альбома. Позже, в 2003 году Кларксон была обвинена в работе с рекорд-компанией до победы American Idol. В правилах «American Idol» написано, что соперник не может быть допущен к соревнованиям в программе, если он был связан со звукозаписывающей компанией.
17 сентября 2002 года был выпущен её дебютный двойной сингл «Before Your Love /«A Moment Like This». Обе песни были исполнены Кларксон во время финала сезона American Idol.
Песня «A Moment Like This» установила рекорд в Billboard Hot 100, когда ей удалось переместиться с 52-го места на 1-е. Таким образом, сингл побил 38-летний рекорд, установленный британской группой The Beatles по самому большому скачку на первое место. В итоге было продано 236000 копий сингла в первую неделю продаж в США, а также он провел пять недель на первом месте в Канаде. Сингл стал самым продаваемым за 2002 год в Соединенных Штатах. В 2003 году песня была добавлена в её дебютный альбом Thankful.
В декабре 2003 года прошел конкурс «World Idol», где принимали участие победители прошлых сезонов «Pop Idol» по всему миру. Келли Кларксон по договору была обязана принять участие, она заняла второе место после норвежца Курта Нильсена. Она исполняла песню Ареты Франклин «(You Make Me Feel Like) A Natural Woman». Она ушла сразу после конкурса, позже объяснив поклонникам, что она плохо себя чувствовала.

### 2003—2004:Thankful
15 апреля 2003 года Келли Кларксон выпускает дебютный альбом «Thankful». Он дебютировал с первого места в Billboard 200 США. Он был сертифицирован RIAA как дважды платиновый в США за продажу двух миллионов копий до 8 декабря 2003, платиновый в Канаде, где было продано свыше 100 000 копий и золотой в Японии и Австралии. Альбом добрался до 41 позиции в британских чартах альбомов и до 33 строчки в австралийском чарте альбомов. По всему миру было продано более 4,5 миллиона копий.
Отзывы об альбоме в целом были благоприятными. Однако некоторые критики отметили, что его высокие продажи связаны прежде всего с её выступлениями на American Idol.
Песня «Miss Independent» была выпущена в качестве второго сингла с альбома. Он стал её первым международным хитом, попав в десятку лучших в пяти национальных чартах, включая США. Позже он был сертифицирован RIAA как золотой. Сингл был номинирован на премию Грэмми в категории «Лучшее женское вокальное поп-исполнение» на 46-й церемонии вручения премии Грэмми. «Low» - третий сингл с альбома «Thankful». Песня стала 2-й в Канаде, но в США добралась только до 58 места. Последний сингл «The Trouble with Love Is» был выпущен в качестве рекламного сингла для британского романтического фильма «Реальная любовь» и не попал в чарты в Соединённых Штатах, однако у него был умеренный успех в Европе и Австралии, где он добрался до 11 места.
В поддержку альбома Келли появилась в различных эпизодах American Idol в 2003 году. В октябре того же года она выступала в Австралии в 2003 в финале NRL. Чтобы поддержать Thankful, Кларксон и финалист второго сезона American Idol Клэй Эйкен стали со-хедлайнерами Independent Tour 2004 года по США.

### 2004—2006:Breakaway
Пытаясь дистанцироваться от своего образа из American Idol, Кларксон решила закончить работу с Фуллером и 19 Management и наняла менеджера по талантам Джеффа Кватинца из The Firm. Она переосмыслила направление своей музыки, разработав более рок-ориентированное звучание для своего второго студийного альбома.
С начала 2004 года Кларксон записывала второй студийный альбом, который в итоге получил название «Breakaway». Певица является соавтором шести песен, с такими авторами песен как бывшие участники группы Evanescence Бен Муди и Дэвид Ходжес, продюсер Макс Мартин, Кара Диогуарди, Dr. Luke, а заглавная песня была написана в соавторстве панк-поп-певицы Аврил Лавин.
«Breakaway» был выпущен на RCA Records 30 ноября 2004 года. Альбом дебютировал на 3 строчке в Billboard 200 США и с 6 места в Канаде. Также альбом стал третьим самым продаваемым альбомом 2005 года в США и был сертифицирован RIAA как шестикратно платиновый и пять раз платиновый в Канаде. Альбом стал четвёртым в истории, продержавшимся в Billboard 200 топ-20 в течение года. Альбом также пользовался успехом во всем мире; он возглавил чарты в Нидерландах и Ирландии, стал седьмым самым продаваемым альбомом в мире 2005 года и был продан тиражом более двенадцати миллионов копий по всему миру. «Breakaway» стал самым коммерчески успешным альбомом Келли. Также альбом получил признание критиков. В поддержку Breakaway были проведены туры Breakaway, Hazel Eyes Tour и Addicted Tour, которые проходили с 2005 по 2006 год.

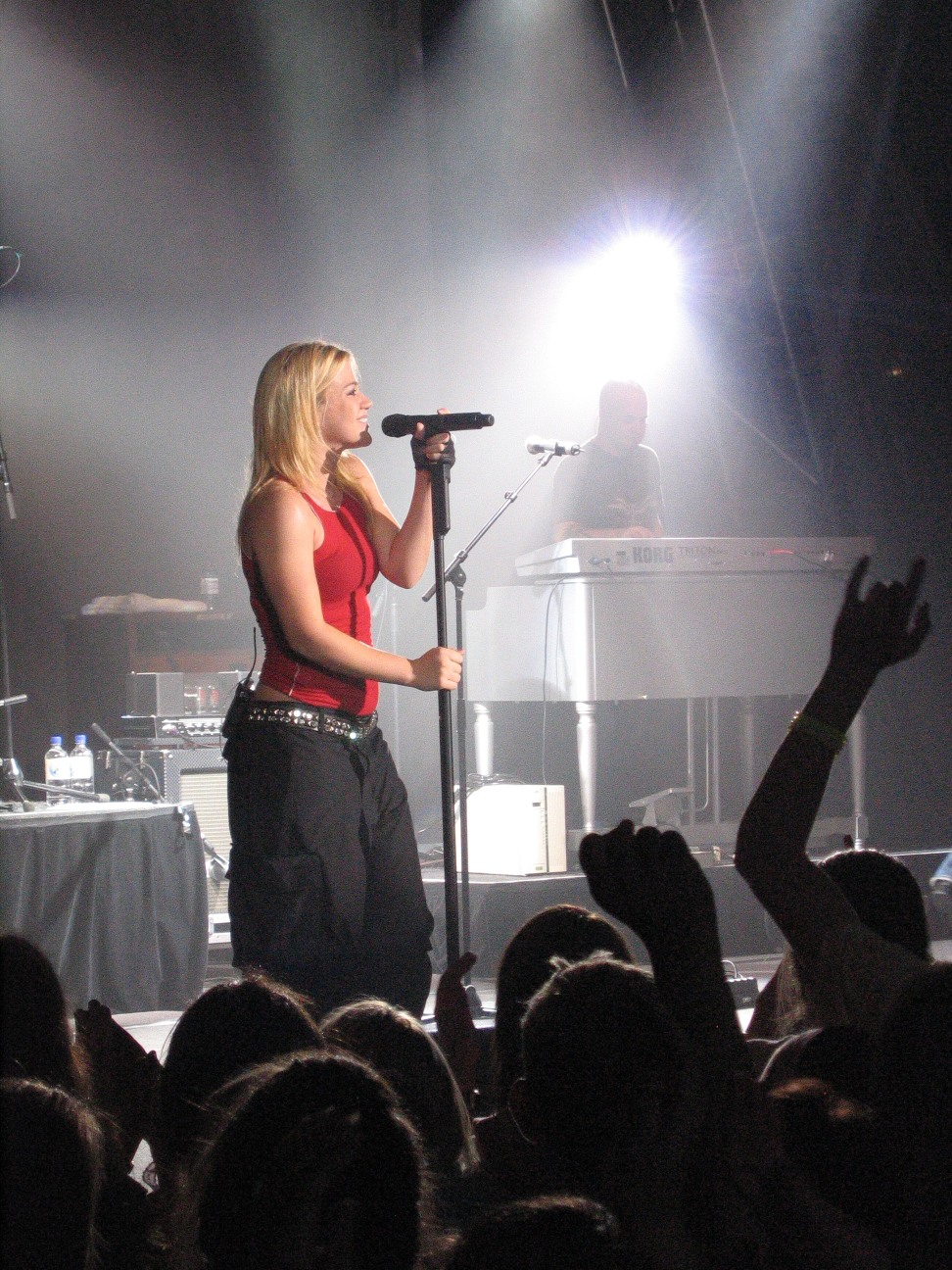
Кларксон в туре в поддержку Hazel Eyes, 10 ноября 2005, Джелонг, Австралия

Песня «Breakaway» изначально была выпущена в июле 2004 года в качестве саундтрека для фильма Disney «Дневники принцессы 2: Как стать королевой», а затем переиздана как сингл альбома в мае 2006 года. Сингл стал 3-м в карьере певицы, добравшимся до топ-10 США, заняв 6 место, и 4-м синглом в Канаде с таким результатом. В Австралии он дошёл до 10 места, а в Великобритании — 22 места. Он имел большой успех на adult contemporary radio, возглавляя Billboard Adult Contemporary в течение 21 недели и Adult Contemporary Audience chart в течение 28 недель, это её самое долгое пребывание на первом месте в любых чартах.
Второй сингл «Since U Been Gone», который был спродюсирован Максом Мартином, был выпущен в ноябре 2004 года и стал самым успешным синглом Кларксон в Hot 100. Он достиг второго места в США и вошёл в топ-5 по всему миру. Он сравнялся с «Breakaway» по самому продолжительному пребыванию среди всех песен Кларксон в чарте Hot 100 — 46 недель в списке.
Третий и четвёртый синглы «Behind These Hazel Eyes» и «Because of You» также достигают успеха в чартах, достигнув шестого и седьмого места в Hot 100 соответственно. «Because of You» стал самым популярным синглом Кларксон во всем мире, достигнув первой позиции в European Hot 100 Singles и национальных чартах Бразилии, Нидерландов, Дании и Швейцарии. Четвёртый сингл, «Walk Away», достиг двенадцатой позиции в Hot 100.
Согласно Mediabase, песни Келли Кларксон чаще всего звучали на американском радио в 2006 году, несмотря на выпуск только одного сингла в течение всего 2006 года, «Walk Away». Она также чаще звучала на радиостанциях в Австралии в 2006 году, а сингл «Because Of You» был третьим по трансляция на радио того же года, несмотря на то, что был выпущен в 2005 году.
«Breakaway» принёс Кларксон множество наград, включая две победы на 48-й церемонии вручения премии Грэмми — за лучшее женское вокальное поп-исполнение за «Since U Been Gone» и за лучший вокальный поп-альбом. Она также два года подряд выигрывала награду за лучшее женское видео за «Since U Been Gone» и «Because of You» на церемонии вручения премии MTV Video Music Awards.

### 2006—2008:My December
Во время своего тура по Европе в 2006 году, Кларксон начала писать песни для своего третьего альбома «My December». Успех альбома вызывал опасения у продюсера, потому что Келли впервые отказалась от профессиональных соавторов и писала песни совместно с участниками группы. В СМИ появились слухи о конфликте Келли с продюсером. Конфликт по поводу альбома действительно был, но его сильно преувеличили, написав, что Клайв Дэвис «хотел полностью уничтожить альбом». По словам Келли разногласия по поводу содержания альбома нормальны, но она недовольна, что информация стала известна общественности. На самом деле Клайв просто хотел перезаписать песни в более доступном для общественности виде.
24 апреля 2007 года был выпущен первый сингл с «My December» - песня «Never Again», которая дебютировала с восьмого места в Billboard Hot 100, что является самым высоким дебютом сингла в чарте для Келли. При этом на радио композиция успеха не получила, многие радиостанции отказывались ставить песню, в чарте Hot 100 Airplay она достигла лишь 47 места. Спустя шесть недель песня была выведена из ротации. Вторым синглом стала «Sober», выпущенная 10 июля. Billboard положительно отозвался о ней. С альбома вышло ещё 2 сингла: «One Minute» и «Don't Waste Your Time». Синглы в целом не очень хорошо проявили себя. Сингл «One Minute» появился только в австралийском чарте на 36 месте, а «Don’t Waste Your Time» в Германии на 93 месте.
«My December» был выпущен в США 26 июня 2007 года. Альбом дебютировал под номером 2 в США с 291 000 проданных альбомов. Это выше, чем предыдущий альбом Келли «Breakaway», который дебютировал под номером три. В Канаде альбом был удостоен платиновой сертификации за поставки более 100 тысяч экземпляров. «My December» стал платиновым в декабре 2007 года в Америке. Было продано более трёх миллионов копий по всему миру.
В это время Кларксон начала активно сотрудничать с кантри-певицей Рибой Нилл Макинтайр в разнообразных проектах, они исполнили кантри-версию «Because of You», которая также стала ведущим синглом с альбома «Reba: Duets». Она достигла второго места в чарте Billboard Hot Country Songs и была номинирована на премию Грэмми за лучшее совместное кантри-исполнение с вокалом. В течение 2008 года Кларксон и Макинтайр отправились в тур «2 Worlds 2 Voices» в поддержку «Reba: Duets» и «My December».
В апреле 2007 года Кларксон появилась на American Idol, где проходило благотворительное шоу, направленное на сбор средств для борьбы с нищетой, голодом и СПИДом в Африке, а также последствий урагана Катрина. Кларксон отметила, что у неё был спор с лейблом из-за выбора песни, которую нужно исполнить. Певица отказалась исполнять её новый сингл «Never Again», рассматривая его как слишком простой. В итоге была выбрана песня «Up to the Mountain» Пэтти Гриффин. После выступления зрители аплодировали ей стоя. 23 мая 2007 года певица выступила на American Idol в финале 6 сезона с песней «Never Again» и «Sgt. Pepper’s Lonely Hearts Club Band» вместе с гитаристом Aerosmith Джо Перри во время Beatles попурри.
Кларксон рассталась с её руководством в июне 2007 года из-за низкой ротации на радио «Never Again», низких продаж билетов на её в тот момент предстоящий тур, который она в последствии отменила, а также из-за произошедших в процессе создания альбома конфликтов. Келли подписала контракт с Starstruck Entertainment.

### 2008—2010:All I Ever Wanted

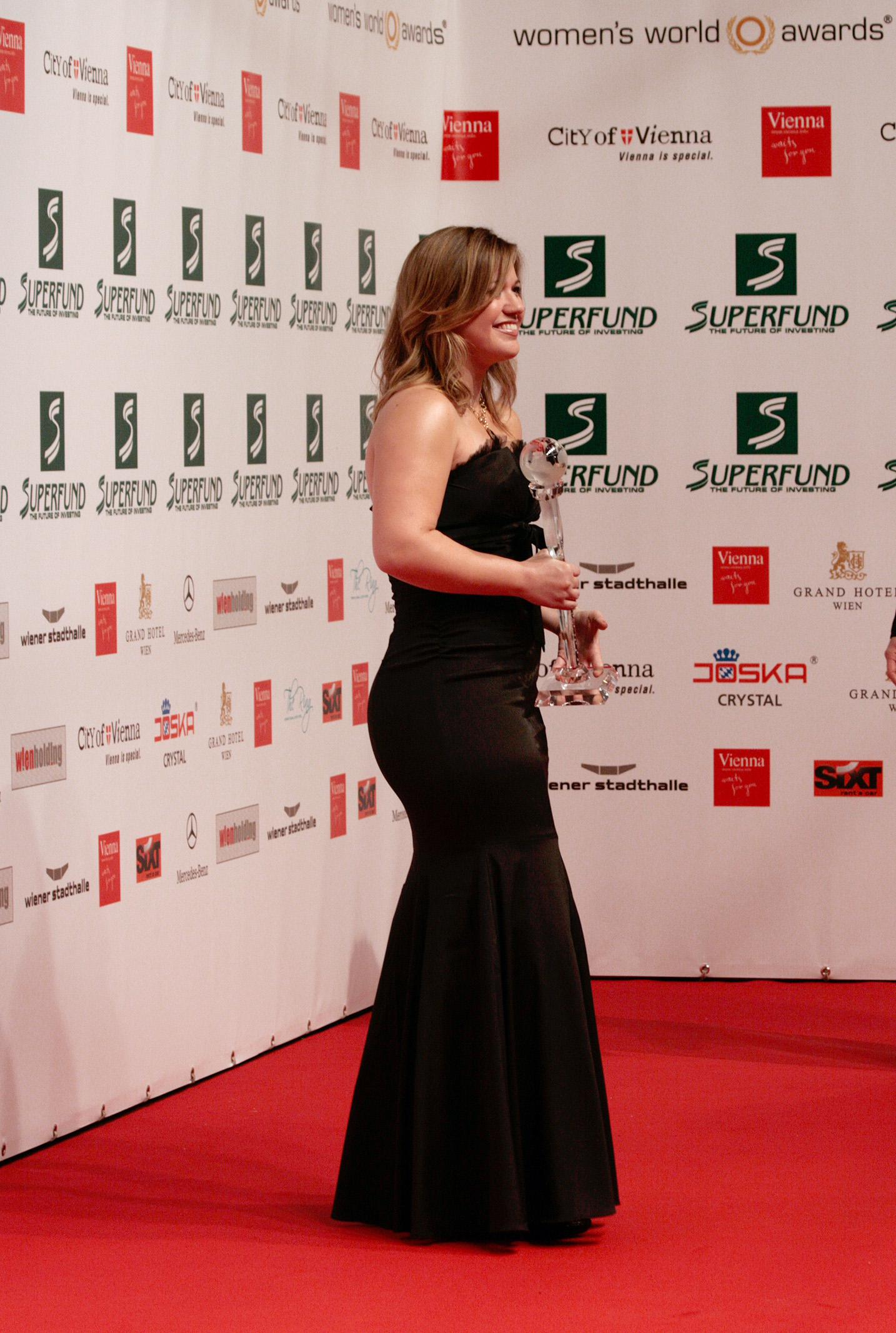
Кларксон на церемонии награждения Women’s World Award 2009 (Винер Штадтхалле, Вена, Австрия)

Четвёртый альбом Келли Кларксон «All I Ever Wanted» был выпущен 10 марта 2009 года. Во время записи альбома певица тесно сотрудничала с продюсером и авторов песен Райаном Теддерем, Dr. Luke, Максом Мартином, и с другими. В первую неделю продаж было продано 255000 копий в США, дебютировав на первом месте на Billboard 200. Альбом оставался на первой позиции в течение двух недель. All I Ever Wanted получил премию Грэмми в номинации «Лучший поп-вокал Альбом».
Первым синглом с альбома стала песня «My Life Would Suck Without You», которая вошла в Billboard Hot 100 под номером 97 и поднялась до первого места на следующей неделе, это рекорд для самого большого скачка на первое место, ранее он принадлежал Бритни Спирс c синглом «Womanizer», которая прыгнула с 96 на 1 место. Это был второй сингл Келли, добравшегося до первой строчки в США. Кроме того, «My Life Would Suck Without You» был первым синглом номер один Кларксон в Соединённом Королевстве, и это сделало её первым American Idol победителем достижение номер один в Великобритании. Второй сингл альбома «I Do Not Hook Up». Сингл выступил под номером 20 в США, а в Европе сингл особым успехом не пользовался, это связано с отсутствием поддержки радио, поскольку предыдущий вариант был записан Кэти Перри. Третий сингл «Already Gone», достиг 13 места в США, но не удалось добиться успеха на международной арене, достижение только номер 66 в Великобритании и в Австралии 12 место, где сингл стал золотым.
«Already Gone» вызвал ещё один конфликт между Кларксон и её лейблом. Многие критики заметили схожесть трека по стилю и звучанию с песней Beyonce «Halo». Кларксон не хотела выпускать песню из уважения к Бейонсе, вместо того, добиваясь выпуска песни «Cry», которую позже приветствовали очень положительные отзывы, в первую очередь от BBC. Тем не менее, её звукозаписывающая компания отказалась, издательство «Already Gone» было против воли Келли. В ответ на фиаско, певица написала песню под названием «Wash Rinse Repeat», в котором она заявляет, её взгляд на отсутствие лейбла творчества рекорд дать их художников, широко распространено мнение о песне нападение на Райана Теддера.
Четвёртым синглом стала песня «All I Ever Wanted».
В октябре 2009 года, после череды летних концертов по всем Соединённым Штатам начинается тур All I Ever Wanted. Кларксон гастролировала по всему миру с этим альбомом, в том числе в Европе, Южной Африке, Океании и Азии. Тур закончился в мае 2010 года в Китае.

### 2010—2012:Stronger
23 августа 2010 года было объявлено, что Кларксон записала песню «Don't You Wanna Stay» со звездой кантри Джейсоном Олдином для его нового альбома «My Kinda Party». Они исполнили песню в 2010 на Премии CMA на 10 ноября 2010 и снова 14 апреля 2011 года во время окончания 10-го сезона American Idol. В феврале 2011 года песня возглавила Billboard Hot Country Songs. Это её первый сингл, поднявшийся на вершину этого чарта. По состоянию на 21 июля 2011 года «Don’t You Wanna Stay» было продано около 1,5 млн цифровых синглов, став самой скачиваемой в стиле кантри сотрудничества всех времён. Сингл номинирован на премию «Грэмми» 2012 за «Лучшее кантри исполнение дуэтом или группой».

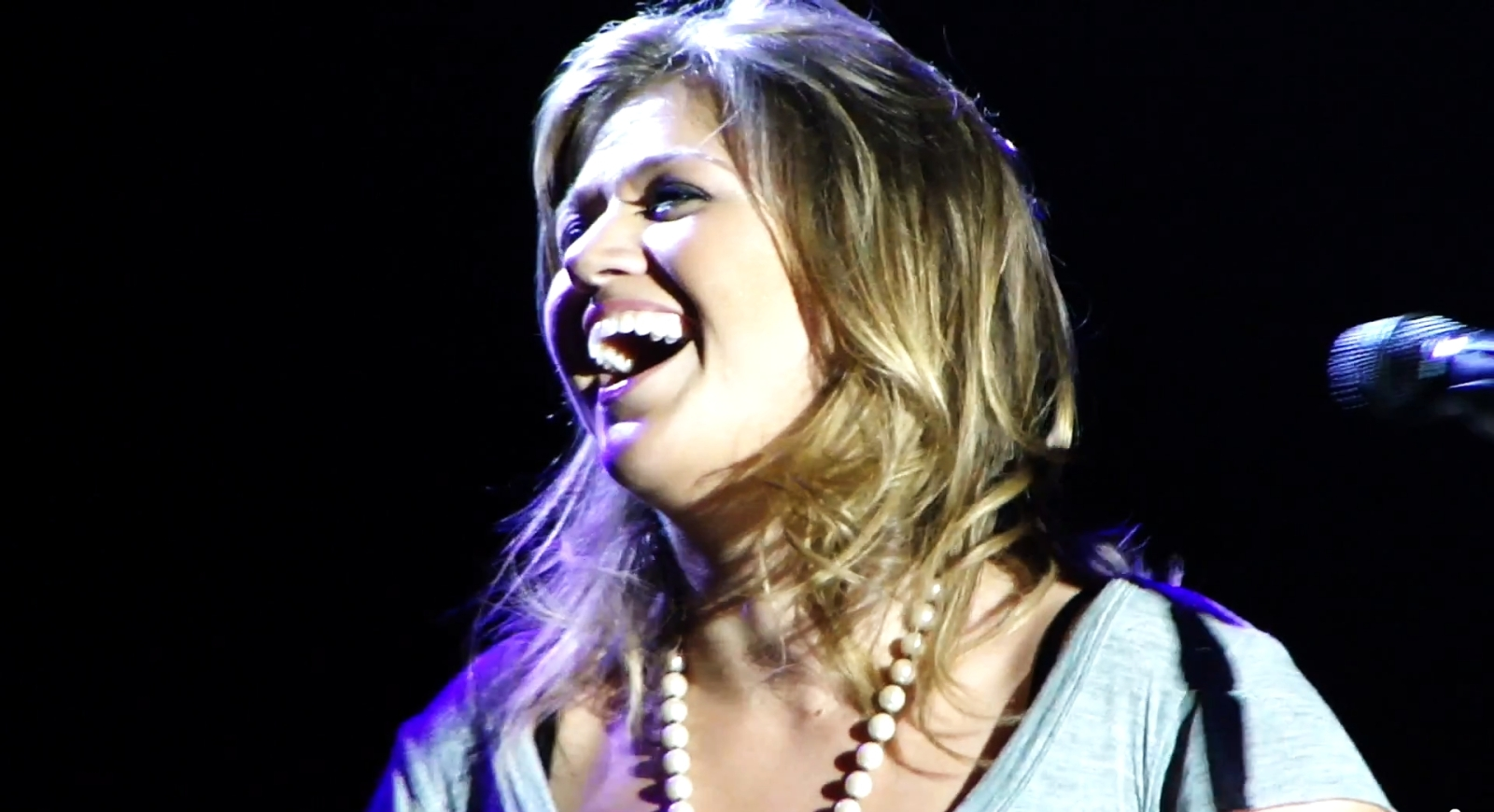
Кларксон на концерте в Садбери, Канада, 2011 год

Пятый студийный альбом «Stronger», был выпущен 24 октября 2011 года. Келли Кларксон начала писать материал в ноябре 2009 года и первоначально был предназначен для конца 2010 года выпуска, альбом дебютировал со второй строчки чарта Billboard 200. Также альбом завоевал премию «Грэмии» в номинации «Лучший вокальный поп-альбом» Исполнительница завершила запись 28 февраля 2011 года. В марте она объявила, что альбом был отложен до сентября 2011 года. Родни Джеркинс рассказал Hollywood Reporter, что это было «умное решение», в то время как Клод Келли, сказала MTV News, что этот шаг мог бы работать в её пользу.
Первый сингл, «Mr.Know It All», премьера которого состоялась через интернет-трансляцию 30 августа 2011 года и был коммерчески выпущен 5 сентября 2011 года. Песня вошла в Billboard Hot 100 под номером 18, став её вторым по величине после дебюта «Never Again» (2007); 3 ноября, песня поднялась в топ-10, став её девятым синглом достигшим 10 лучших. 2 октября 2011 года, Кларксон исполнила песню NRL Grand Final 2011 в Сиднее, Австралия, отмечая первое появление Кларксон на мероприятии с NRL Grand Final 2003. На следующей неделе «Mr.Know It All» возглавляет чарт Австралии. Это первый сингл в её карьере, который стал № 1 чарта в этой стране. Вторым синглом с альбома стала песня «What Doesn't Kill You (Stronger)», которая была выпущена в декабре 2011 года. Песня была номинирована на три премии «Грэмми» 2013 — «Запись года», «Песню года» и «Лучшее сольное поп-исполнение».
2 декабря Кларксон выпустила свой первый рождественский сингл, кавер «I'll Be Home For Christmas», который находится на сессии ITunes EP. В июне 2012 года Кларксон выпустила финальный сингл с альбома «Dark Side».
19 ноября 2012 года Кларксон выпустила свой первый альбом с лучшими хитами, «Greatest Hits — Chapter One», в честь десятилетия своей карьеры в музыкальной индустрии. Для альбома также были записаны три новые песни: «Catch My Breath», «Don’t Rush» и «People Like Us». Песня «Don’t Rush» была номинирована на премию «Грэмми» 2014 в номинации «Лучшее кантри исполнение дуэтом или группой».

### 2013—2015:Wrapped in RedиPiece by Piece
В январе 2013 года Кларксон исполнила песню «My Country, 'Tis of Thee» на второй инаугурации президента США Барака Обамы. Её живое исполнение было высоко оценено критиками, которые сравнили его с заранее записанным выступлением Бейонсе на том же мероприятии. В феврале 2013 года она исполнила «Tennessee Waltz» и «(You Make Me Feel Like) A Natural Woman» на 55-й ежегодной церемонии вручения премии «Грэмми» в знак уважения к Патти Пейдж и Кэрол Кинг. Она также выпустила неальбомный сингл «Tie It Up» исключительно для станций кантри-музыки в июне 2013 года. Кларксон и Maroon 5 выступили на 24 концертах в рамках 12-го ежегодного тура Honda Civic Tour, начавшегося 1 августа 2013 года и закончившегося 6 октября 2013 года. Она участвовала в перезаписанной версии песни «Foolish Games» для первого сборника Jewel, Greatest Hits (2013). Кларксон также сотрудничала с певцом Робби Уильямсом над песней «Little Green Apples» для его альбома 2013 года Swings Both Ways.
Шестой студийный альбом Кларксон и первый рождественский альбом «Wrapped in Red» был спродюсирован исключительно Грегом Курстином. Она стала соавтором всех пяти оригинальных песен и записала одиннадцать кавер-версий рождественских стандартов и колядок. Выпущенный 25 октября 2013 года, альбом дебютировал на первом месте в Billboard Top Holiday Albums и на третьем месте в чарте Billboard 200. К декабрю 2013 года «Wrapped in Red» уже получил платиновый сертификат RIAA и стал самым продаваемым праздничным альбомом года, сделав её первой американской исполнительницей. Главный сингл альбома, «Underneath the Tree», стал хитом номер один в США и Канаде. Впоследствии Кларксон стала девятой в списке лучших современных исполнителей 2013 года по версии Billboard. 11 декабря 2013 года её дебютный рождественский спецвыпуск «Kelly Clarkson’s Cautionary Christmas Music Tale» собрал более 5,3 миллионов зрителей. В декабре 2013 года компания Citizen Watch Co. объявила Кларксон своим новым послом бренда. В 2014 году Кларксон продолжила свои отношения с исполнителями кантри-музыки: она сотрудничала с Мартиной Макбрайд в песне «In the Basement» (в оригинале Этта Джеймс и Шугар Пай ДеСанто) для альбома Макбрайд Everlasting и с Тришей Годвуд в песне «PrizeFighter» для сборника Годвуд PrizeFighter: Hit After Hit. Кларксон также исполнила песню «All I Ask of You» с Джошем Гробаном на его седьмом студийном альбоме Stages и сопутствующем ему телевизионном спецвыпуске. Она исполнила песню Бена Хаеноу «Second Hand Heart», лид-сингл с его дебютного студийного альбома.
В феврале 2015 года Кларксон выпустила Piece by Piece, свой седьмой и последний студийный альбом по контракту с RCA Records. В музыкальном плане это электропоп и танцевальный альбом, включающий сотрудничество с Курстином, Джесси Шаткином, Сиа, Джоном Леджендом и Шейном МакАналли, среди прочих. Piece by Piece получил достаточно положительные отзывы музыкальных критиков и стал её третьим альбомом, дебютировавшим на вершине чарта Billboard 200. Для продвижения альбома Кларксон приняла участие в нескольких телевизионных выступлениях, включая четырнадцатый сезон шоу American Idol, где она стала единственной выпускницей, которой посвятили соревновательную неделю с её дискографией. Она также поддерживала тур Piece by Piece в течение 2015 года, который был прерван после медицинских рекомендаций отдохнуть от вокала в течение года.
Piece by Piece породил три сингла. Первый из них, «Heartbeat Song», занял 21-е место в чарте Billboard Hot 100 и стал хитом первой десятки в Великобритании, Австрии, Польше и Южной Африке. Однако Кларксон не удалось добиться такого же успеха со вторым синглом, «Invincible». Третий и последний сингл, «Piece by Piece», дебютировал и достиг восьмого места в чарте Hot 100 после эмоционального выступления Кларксон на пятнадцатом сезоне шоу American Idol. Он стал её одиннадцатым хитом в первой десятке в США и сравнялся с песней «Never Again» как самый высокий дебют в чарте. На 58-й ежегодной церемонии вручения премии «Грэмми» альбом и песня «Heartbeat Song» были номинированы на звание лучшего поп-вокального альбома и лучшего сольного поп-исполнения соответственно. В следующем году заглавный трек также получил номинацию за лучшее сольное поп-исполнение.

### 2016—2018: Книги для детей,VoiceиMeaning of Life
9 февраля 2016 года было объявлено, что Келли подписала контракт с HarperCollins на написание книги. Её первая детская книга называлась River Rose and the Magical Lullaby и была выпущена 4 октября 2016 года. Книга содержала колыбельную, которую Келли написала и исполнила. Вторая книга, River Rose and the Magical Christmas, была выпущена 24 октября 2017 года и также содержала песню, написанную и исполненную Кларксон, «Christmas Eve». Обе книги вдохновлены дочерью Келли, Ривер Роуз. В ноябре песня из книги была опубликована в качестве сингла под лейблом Atlantic Records. В 2021 году сингл стал частью альбома «When Christmas Comes Around...».
15 марта 2016 года Кларксон приняла участие в песне Мишель Обамы «This Is for My Girls», которая была выпущена с целью продвинуть образовательную инициативу Let Girls Learn. 3 марта 2017 года был выпущена песня «Love Goes On», записанная совместно с Алоэ Блэк для фильма «Хижина». 17 ноября 2017 года вышел мультфильм «Путеводная звезда», который стал первым фильмом, в озвучке которого Келли приняла участие. 19 ноября 2017 года Келли выступила на American Music Awards 2017 вместе с P!nk. Также она исполнила несколько своих песен. Это выступление было номинировано на награду «Лучшее сольное поп-исполнение» на 60-й церемонии «Грэмми». Также Кларксон была ведущей и выступала на церемонии вручения премии Billboard Music Awards 2018.
11 мая 2017 года было объявлено, что Кларксон присоединится к «The Voice» в качестве наставницы в четырнадцатом сезоне шоу. В четырнадцатом и пятнадцатом сезонах победу одержали подопечные Келли, что сделало её первой женщиной-наставницей, победивший в нескольких сезонах шоу.
24 июня 2016 года Кларксон рассказала, что подписала долгосрочный контракт с Atlantic Records и намерена выпустить восьмой студийный альбом в стиле соул в 2017 году. 7 сентября 2017 года она выпустила синглы «Love So Soft» и «Move You». 27 октября 2017 года вышел альбом «Meaning of Life».

### 2019–2022:The Kelly Clarkson ShowиWhen Christmas Comes Around...
1 мая 2019 года Келли вела церемонию вручения премии Billboard Music Awards 2019. 27 марта 2019 года Кларксон выпустила песню «Broken & Beautiful», которая стала главным саундтреком для мультфильма «UglyDolls. Куклы с характером». Также Келли озвучила главную героиню Мокси. В ноябре 2019 года Келли снялась в сериале AppleTV+ «Утреннее шоу», где играла саму себя и исполнила песню «Heat». В феврале 2020 года Кларксон стала послом бренда Wayfair, бренд выпустил эксклюзивную коллекцию мебели и декора, вдохновленную Келли. 10 апреля 2020 года был выпущен мультфильм «Тролли. Мировой тур», в котором Келли озвучила героиню Дельта.
В декабре 2019 года подопечный Келли одержал победу в семнадцатом сезоне шоу «The Voice». В декабре 2021 года подопечные Кларксон одержали победу в двадцать первом сезоне «The Voice», что стало четвёртой победой Келли.
9 сентября 2019 года состоялась премьера шоу Келли Кларксон. Шоу создавалось при поддержке NBCUniversal Syndication Studios. В нём Келли берёт интервью у знаменитостей, исполняет песни, в том числе кавер-версии на выбор зрителей, а также в шоу есть сегмент с историями из жизни обычных людей. Шоу оказалось успешным. Через месяц после первого эпизода Nielsen объявили, что шоу стало четвертым по популярности среди дневных телешоу. Пилотный эпизод собрал 2,6 миллионов зрителей, а остальные эпизоды в этом месяце набирали в среднем 1,9 миллионов. Второй сезон шоу вышел 21 сентября 2020 года и имел в среднем 1,6 миллиона зрителей, и у него была самая молодая аудитория среди четырех лучших дневных шоу. Третий сезон вышел 13 сентября 2021 года. Четвертый сезон шоу начался 12 сентября 2022 года и набрал в среднем 1,37 миллиона зрителей, занял третье место среди всех дневных ток-шоу. 9 июня 2022 года вышел EP Kellyoke с кавер-версиями из шоу. В мае 2020 года шоу Келли Кларксон получило семь номинаций, а Келли выиграла «Дневную премию «Эмми» лучшему ведущему развлекательного ток-шоу». После этого она получила эту награду в 2021 и 2022 годах. В 2021 и 2022 годах шоу также получило награду «Выдающемуся дневному ток-шоу» на той же премии.
В июне 2020 года было анонсировано, что Кларксон получит звезду на Голливудской Аллее славы в 2021 году. Вручение прошло 19 сентября 2022 года.
В ноябре 2019 года Келли анонсировала резиденцию «Kelly Clarkson: Invincible», которая должна была проходить в Лас-Вегасе в театре Zappos. Резиденция была назначена на период с апреля по сентябрь 2020 года, но была перенесена из-за пандемии COVID-19.
16 апреля 2020 года Кларксон выпустила сингл «I Dare You» на английском языке, а также дуэты на пяти разных языках с пятью носителями языков.
23 сентября 2021 года Кларксон выпустила «Christmas Isn't Canceled (Just You)», а 15 октября 2021 года вышел рождественский альбом «When Christmas Comes Around...». Благодаря этому альбому Келли была номинирована на «Грэмми» в номинации «Лучший традиционный вокальный поп-альбом».

### 2023–настоящее время:Chemistry
16 октября 2023 года вышел пятый сезон шоу Келли Кларксон, а осенью 2024 ожидается шестой. Также шоу переехало из Лос-Анджелеса в Нью-Йорк. 15 декабря 2023 года Кларксон выиграла две награды на 50-й церемонии вручения Дневной премии «Эмми»: «Выдающемуся дневному ток-шоу» и «Выдающемуся ведущему дневного ток-шоу». 7 июня 2024 года Келли снова получила награду «Выдающемуся ток-шоу» на 51-й церемонии вручения Дневной премии «Эмми».
Кларксон приняла участие в двадцать третьем сезоне шоу «The Voice» в 2023 году. Это стал последний сезон, в котором она принимала участие, на 2024 год.
27 марта 2023 года Кларксон анонсировала десятидневную резиденцию в Лас-Вегасе «Chemistry: An Intimate Evening with Kelly Clarkson», которая проходила с 28 июля по 19 августа 2023 года в театре Bakkt. Были добавлены четыре дополнительные даты на декабрь 2023 года и февраль 2024 года.
8 ноября 2023 года Кларксон запустила свой собственный канал Sirius XM, Kelly Clarkson Connection. На канале играют песни Келли, музыка, которую она любит, и музыка артистов, которые её вдохновляют. Также там она рассказывает истории о своей музыке.
26 марта 2023 года Келли анонсировала свой десятый студийный альбом Chemistry, который был выпущен 23 июня 2023 года. Синглы «А» и «Б» «Mine» и «Me» были выпущены 14 апреля 2023 года. 10 ноября 2023 года студийный альбом Кларксон Chemistry принес ей шестую номинацию на премию Грэмми за лучший вокальный поп-альбом, что сделало её самым номинируемым исполнителем в этой категории.

## Личная жизнь
С 20 октября 2013 года Келли была замужем за менеджером талантов Брэндоном Блэкстоком, с которым она встречалась 20 месяцев до их свадьбы. У супругов родилось двое детей — дочь Ривер Роуз Блэксток (род. 12 июня 2014) и сын Ремингтон Александр Блэксток (род. 12 апреля 2016). Помимо двух общих детей, в семье Кларксон также воспитывались дети Блэкстока от предыдущего брака — Саванна Блэксток (род. 2001) и Сет Блэксток (род. 2006). Во время их брака Брэндон был её менеджером.
В июне 2020 года Кларксон подала на развод с Блэкстоком. Она восстановила свою прошлую фамилию Кларксон. В марте 2022 года бракоразводный процесс был завершён.
В феврале 2022 года Келли объявила о том, что официально сменила своё имя на Келли Брианн (англ. Kelly Brianne). В интервью она рассказала, что оставит свой сценический псевдоним прежним. Смену фамилии она объяснила плохими отношениями со своим отцом.
В октябре 2019 года Кларксон поделилась, что с 2006 года она борется с аутоиммунным заболеванием и заболеванием щитовидной железы. Она сообщила, что справляется с болезнью с помощью диеты, из-за которой сильно похудела.

## Дискография

### Альбомы
| Album Information |
| --- |
| Thankful - Дата выхода: 10 апреля 2003 - Лучшие позиции в чартах: #1 US, #5 CAN, #33 AUS, #41 UK - В США альбом дважды признан платиновым - Продажи в США: 2,772,000 - Мировые продажи: 3,000,000    |
| Breakaway - Дата выхода: 30 ноября 2004 - Лучшие позиции в чартах: #3 US, #6 CAN, #2 AUS, #3 UK - В США альбом шесть раз признан платиновым - Продажи в США: 6,291,493 - Мировые продажи: 11,000,000 |
| My December - Дата выхода: 22 июня 2007 - Лучшие позиции в чартах: #2 US - В США альбом признан платиновым - Мировые продажи: 1,228,000 - Продажи в США: 837,000                                     |
| All I Ever Wanted - Дата выхода: 10 марта 2009 - Лучшие позиции в чартах: #1 US - Мировые продажи: - Продажи в США: 966,000                                                                          |
| Stronger - Дата выхода: 24 октября 2011 - Лучшие позиции в чартах: #2 US - В США альбом признан платиновым - Мировые продажи: - Продажи в США: 1,046,000                                             |
| Wrapped in Red - Дата выхода: 29 октября 2013 - Лучшие позиции в чартах: #3 US - В США альбом признан: платиновым - Продажи в США: 763,000                                                           |
| Piece by Piece - Дата выхода: 27 февраля 2015 - Лучшие позиции в чартах: #1 US - В США альбом признан: золотым - Продажи в США: 500,000                                                              |
| Meaning of Life - Дата выхода: 27 февраля 2017 - Лучшие позиции в чартах: #2 US, #4 CAN, #6 AUS - В США альбом признан: золотым - Продажи в США: 68,000                                              |
| When Christmas Comes Around... - Дата выхода: 15 октября 2021 - Лучшие позиции в чартах: #22 US, #19 NZ - Продажи в США: 93,000                                                                      |
| Chemistry - Дата выхода: 23 июня 2023 - Лучшие позиции в чартах: #6 US, #15 CAN - Продажи в США: 53,000                                                                                              |

## Туры
| Туры - The Breakaway Tour (2005–2006) - Hazel Eyes Tour (2005) - Addicted Tour (2006) - My December Tour (2007–2008) - All I Ever Wanted Tour (2009–2010) - Stronger Tour (2012) - Piece by Piece Tour (2015) - Meaning of Life Tour (2019) | Промотуры - Kelly Clarkson in Concert (2003) - Kelly Clarkson: Live in Concert (2009) |

| Резиденции - Chemistry: An Intimate Evening with Kelly Clarkson (2023–2024) | Совместные туры - American Idols LIVE! Tour 2002 (2002) (с финалистами первого сезона American Idol) - Independent Tour (2004) (с Клэй Эйкеном) - 2 Worlds 2 Voices Tour (2008) (с Рибой Макинтайр) - Kelly Clarkson / The Fray Tour (2012) (с The Fray) - 12th Annual Honda Civic Tour (2013) (с Maroon 5) |